# Краковский луг
 Памятник культуры Малопольского воеводства: регистрационный номер А-1114 от 7 апреля 2002 года.
Краковский луг (пол. Błonia krakowskie) — луг, бывшее муниципальное пастбище, расположенное рядом с историческим центром города Кракова, Польша. Современный Краковский луг ограничен улицами Фердинанда Фоша, Пястовской и Аллеей 3 мая. Площадь луга составляет 48 гектаров. Внесён в реестр памятников Малопольского воеводства.

## История
История луга восходит к 1162 году, когда крестоносец польский шляхтич Якса из Мехова подарил женскому монастырю норбертанок земельный участок между краковскими предместьями Звежинцем и Лобзувом. В 1254 году епископ Ян Прандота встречал на этих лугах посольство из Ассизи, которое сообщило о канонизации святого Станислава. В 1366 году монахини обменяли этот земельный участок на участок в Кракове.
До XIX века луг не использовался городскими властями. Каждую весну луг заливали река Рудава и паводковые воды, превращая его в болотистую местность. В 1809 году на лугу проводились военные парады наполеоновских войск. В 1834 году городские власти разрешили на лугу выпас скота. До 1885 года здесь пасся скот женского монастыря и жителей близлежащих краковских предместий.
В 1849 году российский император Николай I принимал здесь парад войск перед отправлением их на подавление восстания в Венгрии.
В конце XIX века на луге были заложены дренажные водопропускные трубы. В 1908 году здесь была создана зона для прогулок горожан. В первое десятилетие XX века на лугу проводились спортивные мероприятия. 16 июля 1910 года на нём был открыт первый городской стадион, вмещавший до 20 тысяч зрителей. В 1911 году на этом стадионе по инициативе Мечислава Кузновича проводил спортивные игры «Спортивный парк Ювения».
В 1933 году Юзеф Пилсудский принимал на лугу парад в честь победы Яна Собеского в сражении под Веной.
Во время Второй мировой войны германские оккупационные власти планировали построить на лугу правительственные здания, которые вместе с австро-венгерским фортификационным сооружением «Форт 2 Костюшко» входили бы в единый архитектурный комплекс. Расположенный поблизости курган Костюшко планировали разрушить.
Во время пастырских визитов Римского папы Иоанна Павла II в 1979, 1983, 1997 и 2002 годах и Римского папы Бенедикта XVI в 2006 году на Краковском лугу проходили католические богослужения. В 2002 году в мессе участвовало около 2,5 миллионов человек.
7 апреля 2000 года Краковский луг был внесён в реестр памятников Малопольского воеводства (№ A-1114).

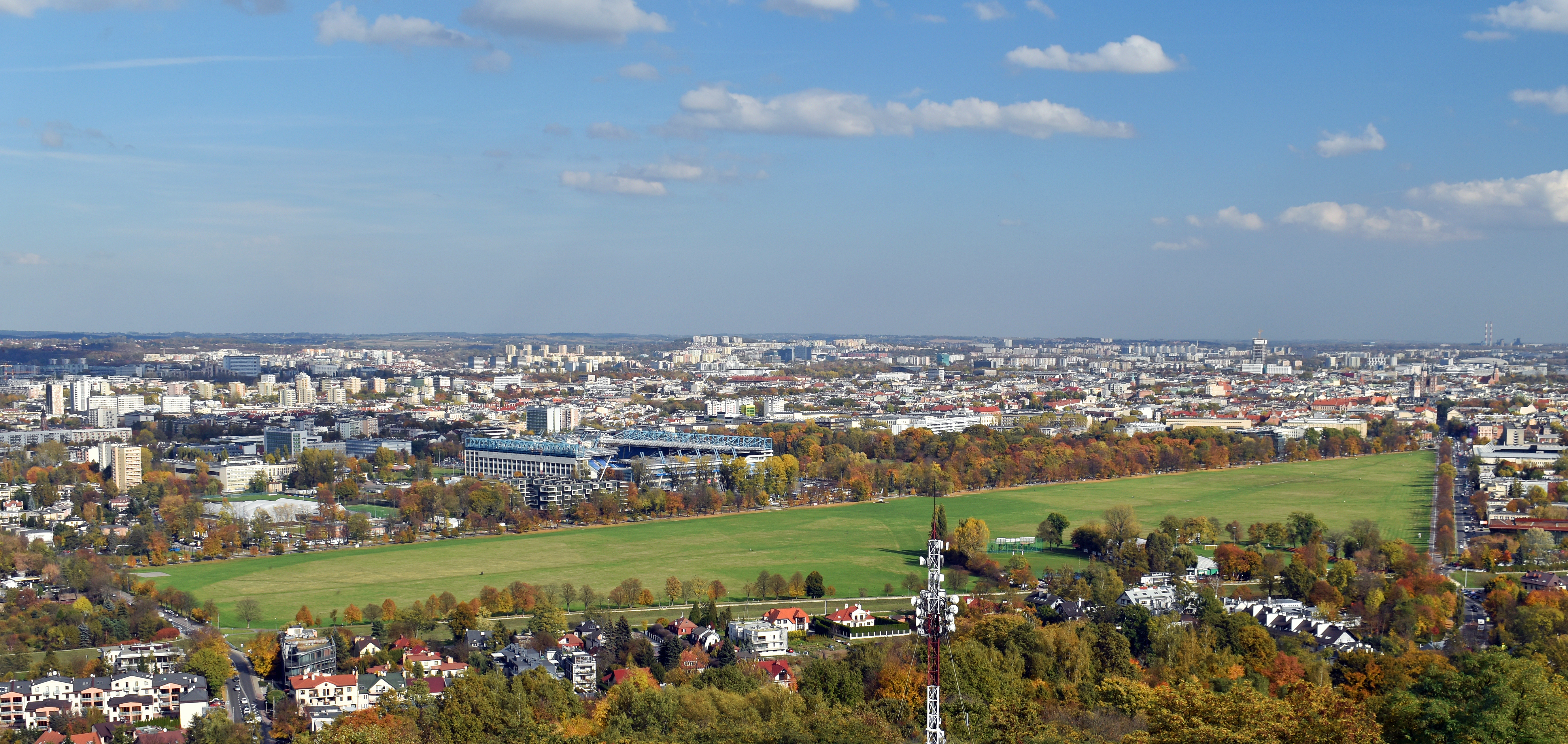
Вид на Краковский луг с кургана Костюшко

## Источник
- Andrzej Kozioł, Wielka Łąka, Wyd. Jagiellonia 2005.